# Société Ad-Hoc
Die Société Ad-Hoc war ein französischer Hersteller von Automobilen.

## Unternehmensgeschichte
Jean-Claude Arié gründete 1985 das Unternehmen in Annecy-le-Vieux als Nachfolgeunternehmen von Automobiles Arié und begann mit der Produktion von Automobilen. Der Markenname lautete Ad-Hoc. 1985 endete die Produktion.

## Fahrzeuge
Das Unternehmen stellte Kleinstwagen her. Das einzige Modell Hopi war ein offenes Fahrzeug. Der Motor befand sich im Heck. Zur Wahl standen ein Ottomotor von Fichtel & Sachs mit 125 cm³ Hubraum und ein Dieselmotor.